# Alojzy Maciej Poprawa
Alojzy Maciej Poprawa EC (ur. 3 marca 1893 w Kaszowie, zm. 14 sierpnia 1942 w KL Dachau) – polski duchowny katolicki, Sługa Boży Kościoła katolickiego.

## Życiorys
Syn Józefa i Rozalii z domu Skucińskiej, ukończywszy Gimnazjum św. Jacka w Krakowie wstąpił w 1912 roku do nowicjatu w klasztorze Ojców Kamedułów na Bielanach koło Krakowa. Święcenia kapłańskie przyjął 9 czerwca 1918 roku, a następnie podjął studia w Kolegium św. Anzelma w Rzymie. Działalność duszpasterską podjął pełniąc obowiązki magistra nowicjuszy i przełożonego w klasztorze na Bielanach i wizytatora klasztorów kamedulskich. W 1937 roku podjął się odbudowy i ponownego założenia klasztoru w Bieniszewie.
Po upomnieniu się u niemieckich władz okupacyjnych o prawo do godnego życia i ludzkie traktowanie mieszkańców Bieniszewa, 26 sierpnia 1940 roku został aresztowany. O. Alojzy trafił 29 sierpnia 1940 do obozu koncentracyjnego Sachsenhausen, a 14 grudnia 1940 roku został przewieziony do obozu w Dachau i zarejestrowany jako numer 22577. Pracował tam na plantacjach. W międzyczasie spowiadał więźniów, mimo grożącej za to kary śmierci. Zamordowany został zastrzykiem z trucizną w szpitalu obozowym 14 sierpnia 1942 roku.
Jest autorem książki Żywot św. Romualda Ojca i Patriarchy Kamedułów.
Jest jednym z 122 Sług Bożych, wobec których 17 września 2003 roku rozpoczął się proces beatyfikacyjny drugiej grupy męczenników z okresu II wojny światowej.